# Flagellospora penicillioides
Flagellospora penicillioides är en svampart som beskrevs av Ingold 1944. Flagellospora penicillioides ingår i släktet Flagellospora och familjen Nectriaceae.   Inga underarter finns listade i Catalogue of Life.